# Vidas privadas (película)
Vidas privadas es una película argentino-española dramática-histórica de 2001 coescrita y dirigida por Fito Páez y protagonizada por Cecilia Roth, Gael García Bernal, Héctor Alterio, Chunchuna Villafañe, Lito Cruz, Dolores Fonzi, Luis Machín y Eusebio Poncela.

## Sinopsis
Tras 20 años viviendo en Europa, Carmen (Cecilia Roth) vuelve a Buenos Aires. Su padre (Héctor Alterio) está muy enfermo y se dispone a repartir sus abundantes bienes. Carmen es una mujer que lleva una "doble vida". Una es la familiar y la otra es aquella en la que da rienda suelta a un inusual apetito sexual. Obligada a quedarse en Buenos Aires por 15 días, renta un departamento y contrata parejas para que hagan el amor y poder escucharlos a través de las paredes. Además, contrata a Gustavo (Gael García Bernal), un joven taxi boy, para que le lea novelas eróticas en el apartamento contiguo, con la condición de jamás encontrarse con ella cara a cara. Con el tiempo, Carmen se enamora de Gustavo, para luego tener que enfrentarse a su pasado: ella fue secuestrada por la última dictadura cívico-militar argentina en 1976, hecho que la obligó a pasar 20 años en el exilio.

## Reparto
- Cecilia Roth como Carmen Uranga
- Gael García Bernal como Gustavo 'Gana' Bertolini
- Luis Ziembrowski como Alejandro Rossemberg
- Chunchuna Villafañe como Sofía Uranga
- Lito Cruz como Rodolfo Bertolini
- Carola Reyna como Roxana Rodó
- Héctor Alterio como Padre de Carmen
- Audry Gutiérrez Alea como Gladys
- Dolores Fonzi como Ana Uranga
- Luis Machín como Eduardo
- Mónica Gonzaga como Cliente madura
- Fabiana Cantilo como Vecina
- Eusebio Poncela como Hombre en Madrid (voz)

- Datos: Q9093529